# Display de sete segmentos

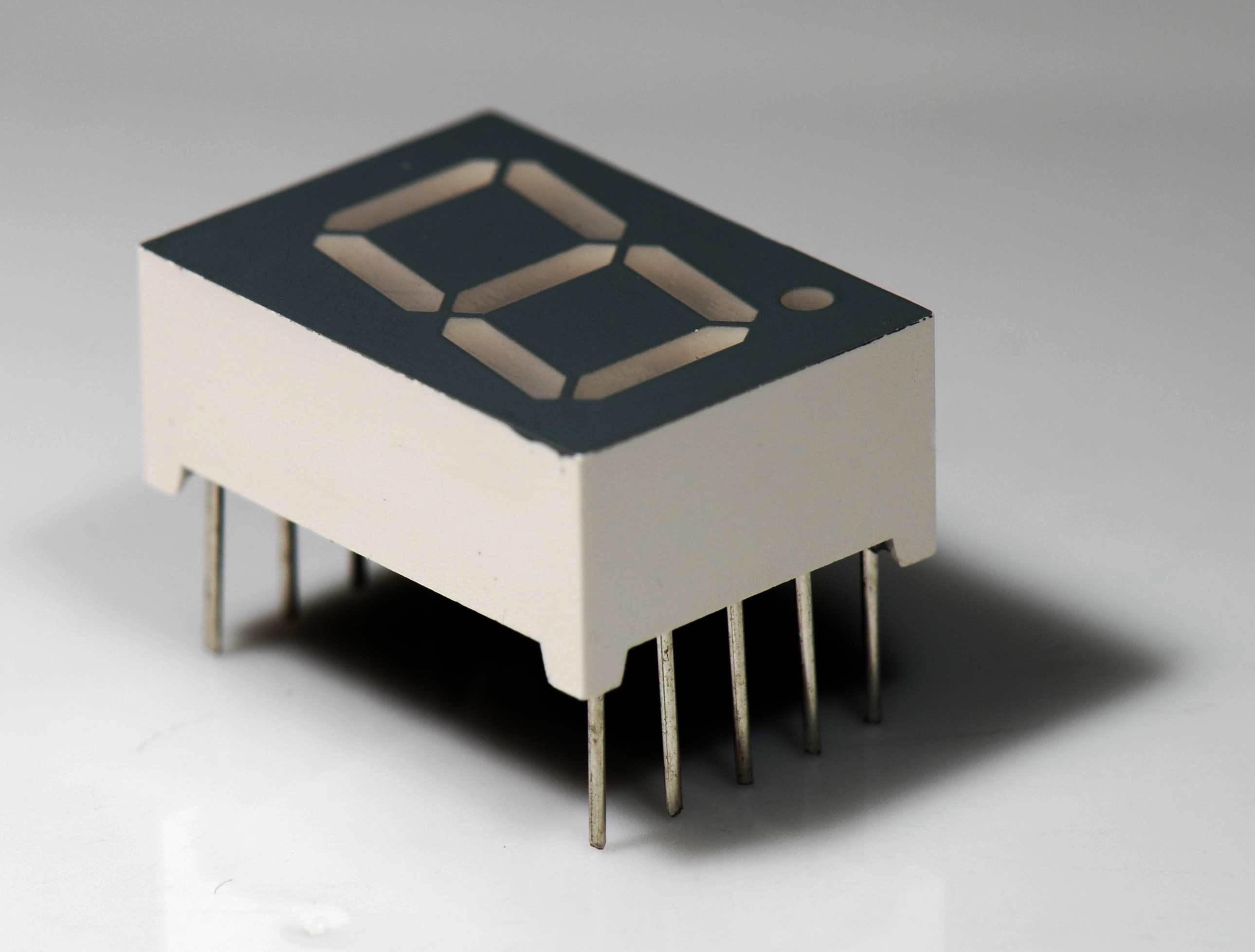
Um LED com ponto decimal, componente típico de um display de sete segmentos.

Um display de sete segmentos, é um tipo de display (mostrador) barato usado como alternativa a displays de matriz de pontos mais complexos e dispendiosos. Displays de sete segmentos são comumente usados em eletrônica como forma de exibir uma informação alfanumérica (binário, octadecimal, decimal ou hexadecimal) que possa ser prontamente compreendida pelo usuário sobre as operações internas de um dispositivo. Seu uso é corriqueiro por se tratar de uma opção barata, funcional e de fácil configuração.

## Conceito e estrutura visual

Os segmentos individuais de um display de sete segmentos.

Um display de sete segmentos, como seu nome indica, é composto de sete elementos, os quais podem ser ligados ou desligados individualmente. Eles podem ser combinados para produzir representações simplificadas de algarismos arábicos. Freqüentemente, os sete segmentos são dispostos de forma oblíqua ou itálica,ou verde, o que melhora a legibilidade. E contudo.
Os sete segmentos são dispostos num retângulo com dois segmentos verticais em cada lado e um segmento horizontal em cima e em baixo. Em acréscimo, o sétimo segmento bissecta o retângulo horizontalmente. Também existem displays de quatorze segmentos e de dezesseis segmentos (para exibição plena de caracteres alfanuméricos) todavia, estes têm sido substituídos em sua maioria por displays de matriz de pontos. Os segmentos de um display de sete segmentos são definidos pelas letras de A a G, conforme indicado à direita, onde o ponto decimal opcional DP (um "oitavo segmento") é usado para a exibição de números não-inteiros. 

### Exibição dos números
A animação à esquerda passa pelos glifos comuns dos dez numerais e seis "letras-dígito" em hexadecimal (A–F). A variação entre letras maiúsculas e minúsculas para A–F é feita para que cada letra tenha uma forma única e inequívoca (A, C, E e F são maiúsculos, já B e D são minúsculos, pois caso contrário se confundiriam com 8 e 0). 
Para a exibição de cada número/caractere usa-se um conjunto de segmentos diferentes. As mais comuns são:

Simulação de um display LED de sete segmentos exibindo os 16 dígitos hexadecimais.

- (zero) -  a, b, c, d, e, f
- (um) - b, c
- (dois) - a, b, d, e, g
- (três) - a, b, c, d, g
- (quatro) - b, c, f, g
- (cinco) - a, c, d, f, g
- (seis) - a, c, d, e, f, g
- (sete) - a, b, c
- (oito) - a, b, c, d, e, f, g (todos)
- (nove) - a, b, c, f, g
- (A maiúsculo) - a, b, c, e, f, g
- (B minúsculo) - c, d, e, f, g
- (C maiúsculo) - a, d, e, f
- (D minúsculo) - b, c, d, e, g
- (E maiúsculo) - a, d, e, f, g
- (F maiúsculo) - a, e, f, g

Entre os algarismos, 0, 6, 7 e 9 podem ser representados por glifos diferentes dos citados acima em displays de sete segmentos, entretanto, na imagem, todos os dígitos se assemelham aos indicados.

## Implementações
A implementação de um display de sete segmentos se dá através de um decodificador/driver BCD para 7 segmentos. A principal diferença entre displays de sete segmentos distintos reside no método utilizado para iluminação, comumente LEDs.

### LEDs
Uma das configurações mais comuns dos displays utiliza um diodos emissores de luz(LEDs) para cada um dos sete segmentos. Um diodo é um dispositivo em estado sólido que permite que a corrente passe por ele em um sentido, mas o bloqueia em outro, se o anodo de um LED for mais positivo que o catodo por aproximadamente 2V, o LED acende. Esse tipo de display ainda se divide em anodo comum e catodo comum. Os do tipo anodo comum tem os anodos de todos os segmentos conectados juntos em Vcc (nível lógico 1), enquanto os do tipo catodo comum tem os catodos de todos os segmentos conectados juntos em GND (nível lógico 0), precisando ser acionado por um driver que possua saídas ativas em nível alto e aplique um alto nível de tensão nos anodos dos segmentos que serão ativados.

### Outros

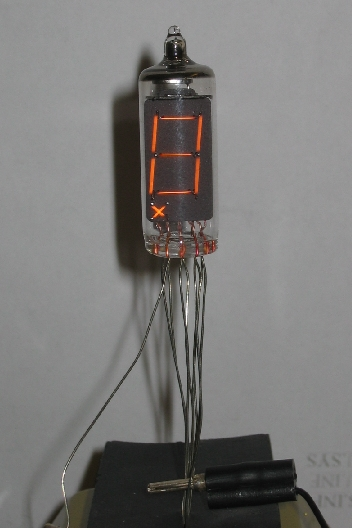
Um tipo antigo de display de sete segmentos com luz incandescente.

Além dos LEDs também são passíveis de uso LCD, descarga de gás de catodos frios, vácuo fluorescente, filamentos incandescentes e outros. Para totens de preços em postos de combustível e outros painéis de grande porte, segmentos refletores de luz eletromagneticamente acionáveis ainda são comumente utilizados. Uma alternativa para o display de sete segmentos, da década de 1950 até os anos 1970 era a válvula nixie de catodo frio. A partir da década de 1970, a RCA passou a vender um dispositivo denominado Numitron que usava filamentos incandescentes dispostos num display de sete segmentos.